# Пророк Даниїл (Мікеланджело)
«Пророк Даниїл» (італ. Daniele) — фреска Мікеланджело Буонарроті на стелі Сикстинської капели (Ватикан), створена ним протягом 1511–1512 років. Фреска зображає одного із чотирьох «великих» біблійних пророків — Даниїла.

## Опис
Фреска із пророком розміщена ліворуч від входу, між фресками «Кумська сивіла» та «Лівійська сивіла», навпроти третьої сцени «Розмежування тверді та води».
|                                                                               |
| Зліва направо: «Перська сивіла», «Розмежування тверді та води», Пророк Даниїл |

Вазарі так описав пророка:
|  | Не можна навіть і думати, що можна чимсь перевищити красу юнака, що зображає пророка Даниїла, який пише у великій книзі, вичитуючи щось з рукопису і копіюючи з неймовірною завзятістю. Книгу, яку він пише, підтримує хлопчик, якого Мікеланджело помістив коло його ніг. Нічого подібного не можуть зробити пензлем інші людські руки. |

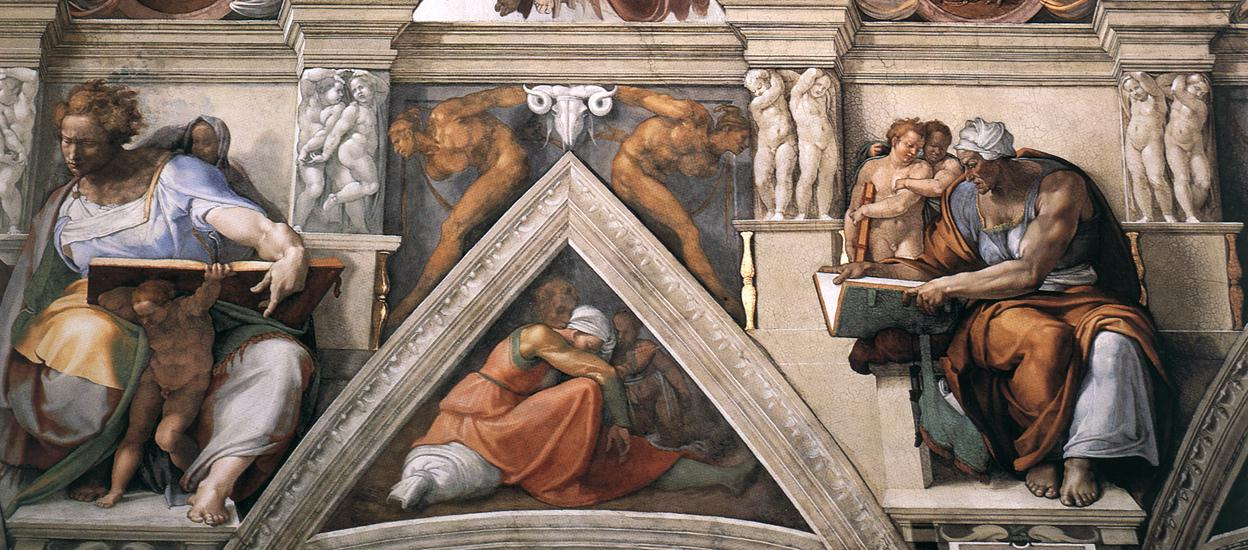
Розташування фрески
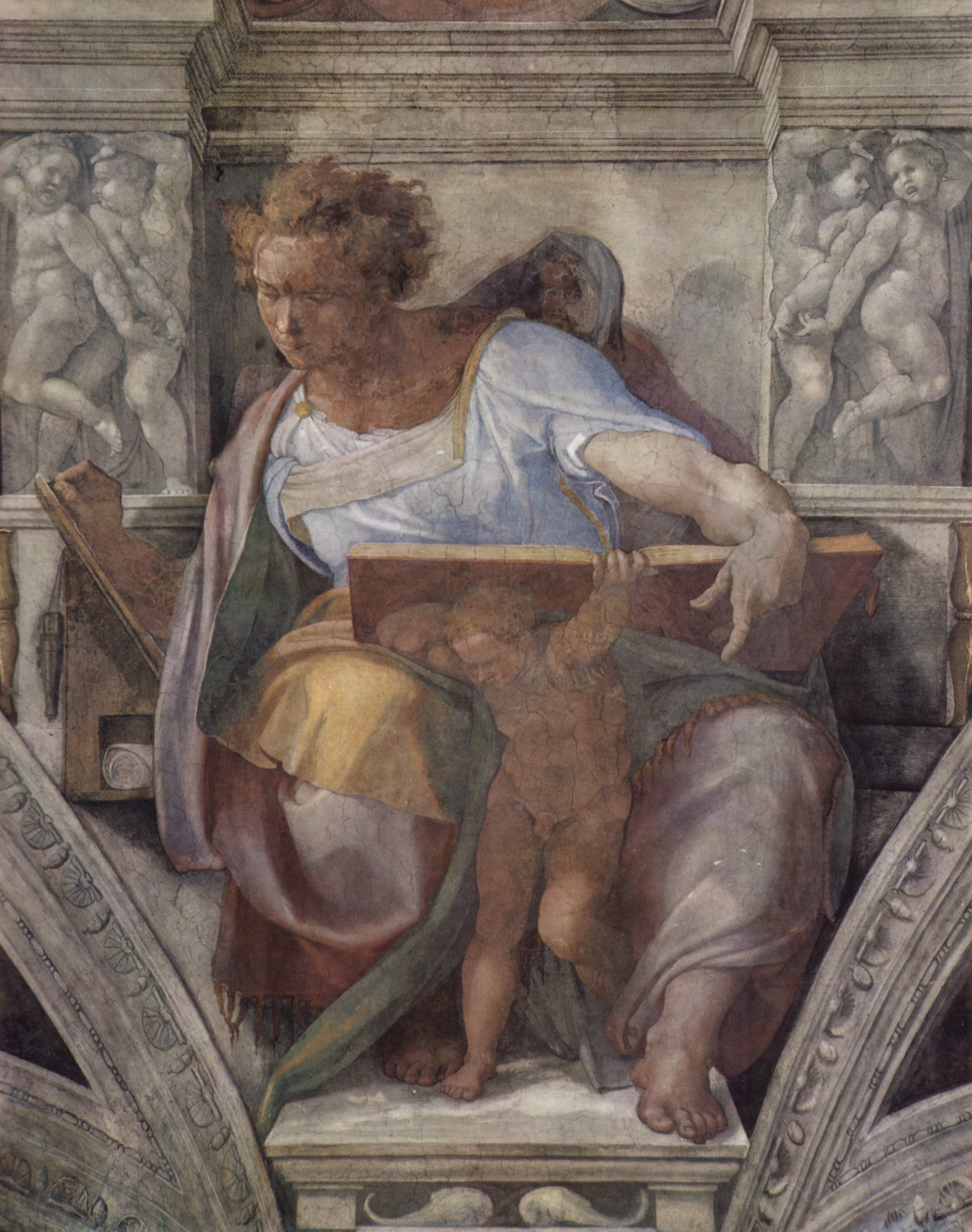
Фреска до реставрації
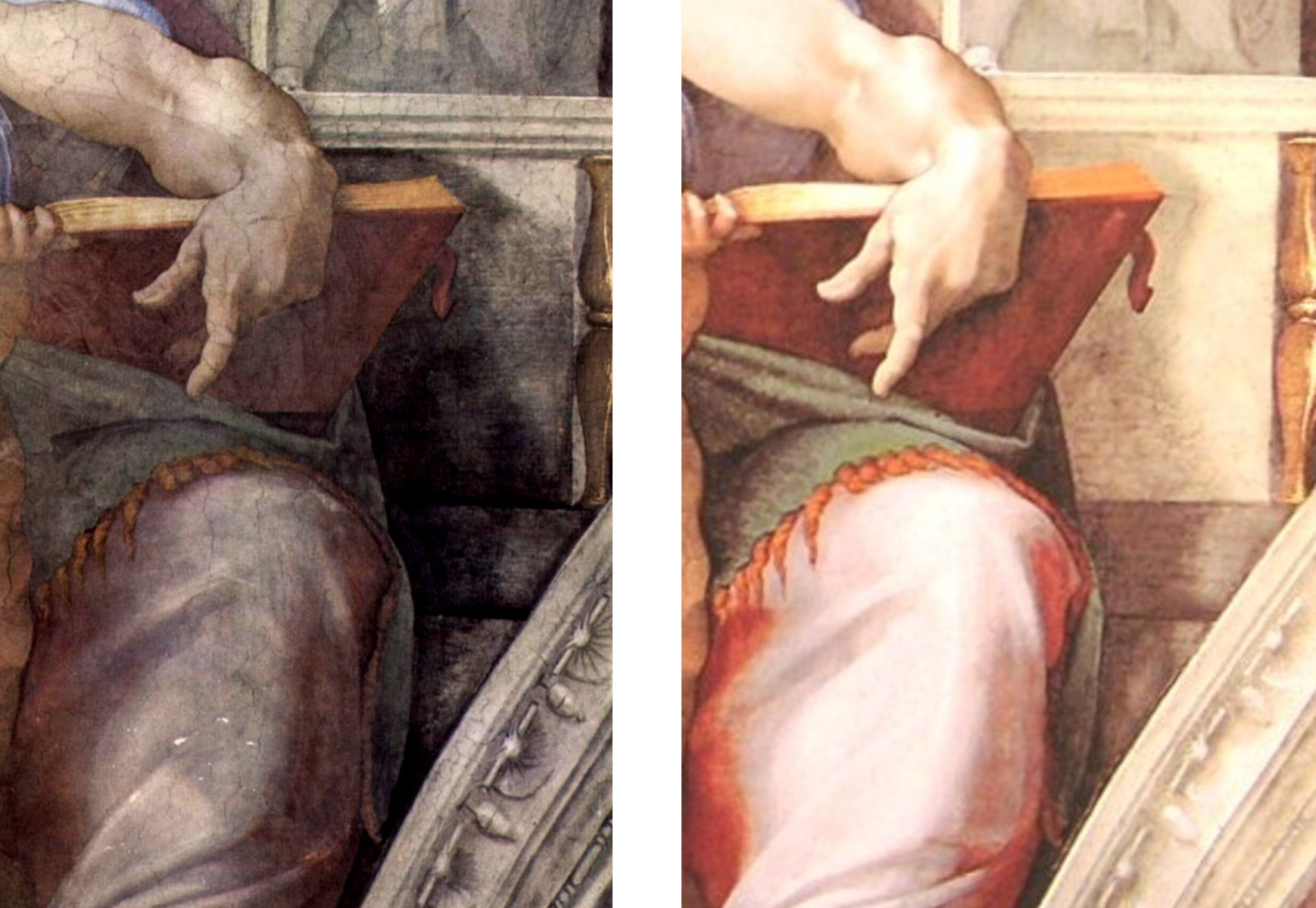
«Пророк Даниїл». Деталь. Порівняння до реставрації та після
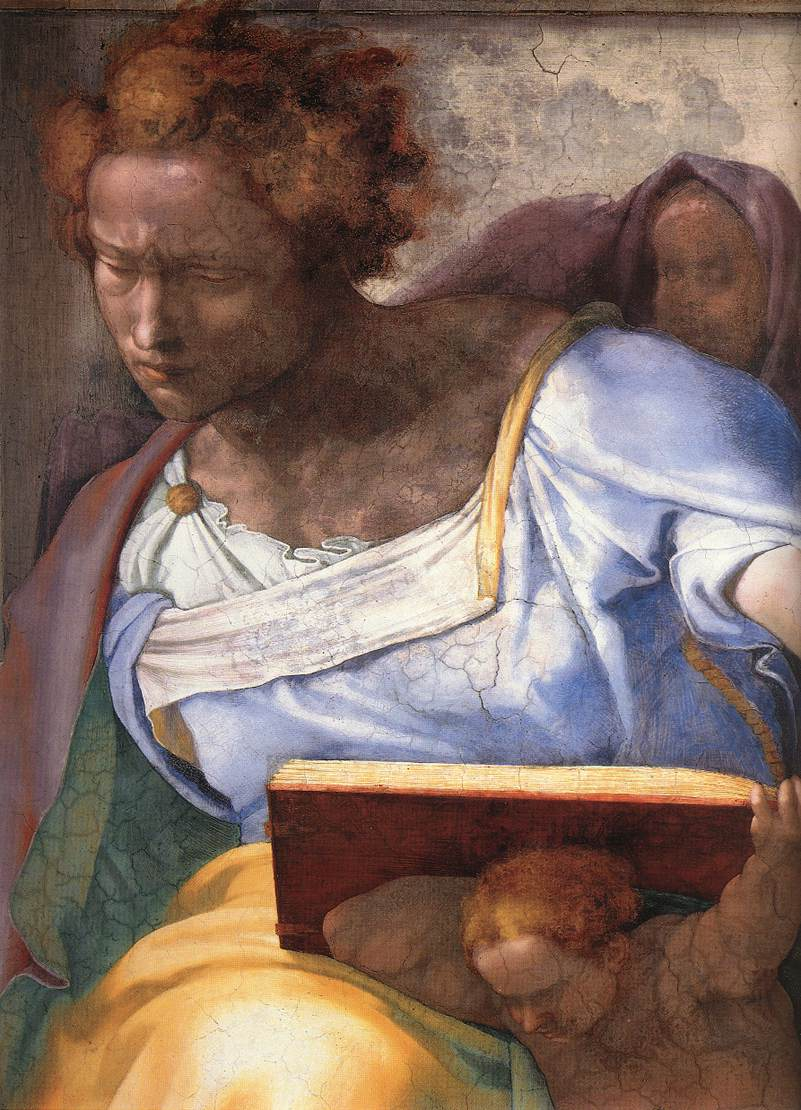
«Пророк Даниїл». Деталь
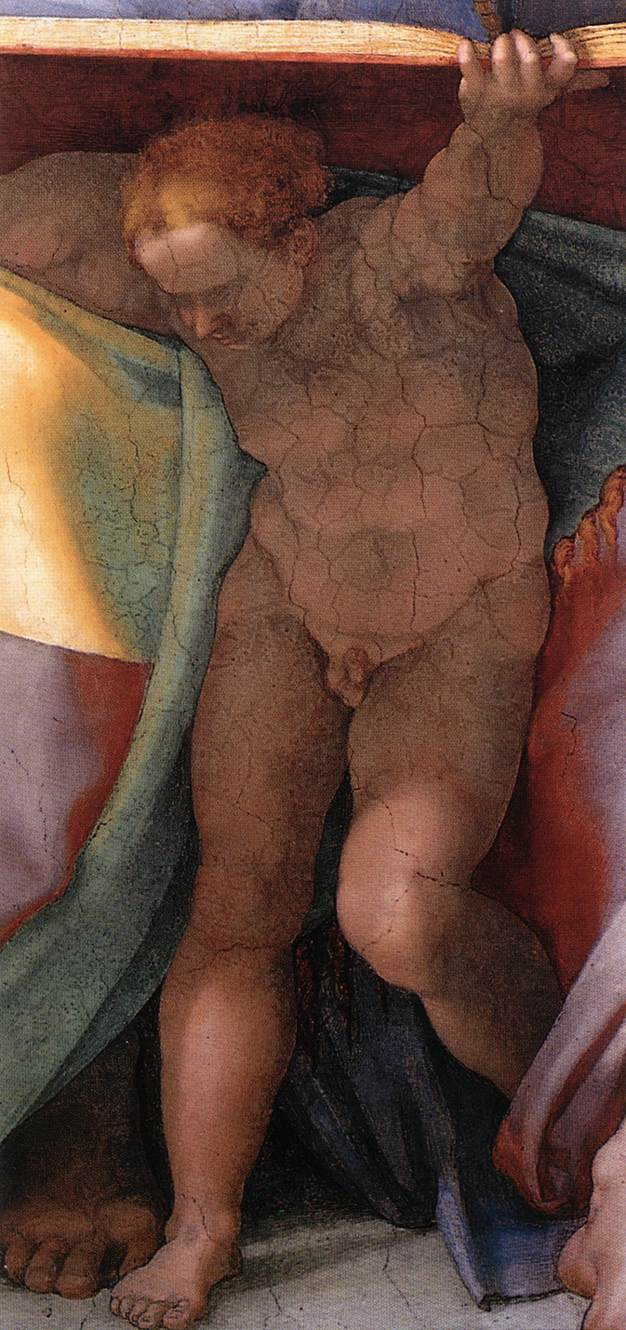
«Пророк Даниїл». Деталь

## Виноски
1. ↑  Вазарі, 1970, с. 335.